# Rhystophyllum
Rhystophyllum là một chi rêu trong họ Neckeraceae.